# Mnelaanen
Mnelaanen is een bestuurslaag in het regentschap Timor Tengah Selatan van de provincie Oost-Nusa Tenggara, Indonesië. Mnelaanen telt 2217 inwoners (volkstelling 2010).